# Portugals Grand Prix 1986
Portugals Grand Prix 1986 var det fjortonde av 16 lopp som ingick i formel 1-VM 1986.

## Resultat
1. Nigel Mansell, Williams-Honda, 9 poäng
2. Alain Prost, McLaren-TAG, 6
3. Nelson Piquet, Williams-Honda, 4
4. Ayrton Senna, Lotus-Renault (varv 69, bränslebrist), 3
5. Michele Alboreto, Ferrari, 2
6. Stefan "Lill-Lövis" Johansson, Ferrari, 1
7. René Arnoux, Ligier-Renault
8. Teo Fabi, Benetton-BMW
9. Johnny Dumfries, Lotus-Renault
10. Thierry Boutsen, Arrows-BMW
11. Christian Danner, Arrows-BMW
12. Jonathan Palmer, Zakspeed
13. Allen Berg, Osella-Alfa Romeo

### Förare som bröt loppet
- Riccardo Patrese, Brabham-BMW (varv 62, motor)
- Patrick Tambay, Team Haas (Lola-Ford) (62, för få varv)
- Alessandro Nannini, Minardi-Motori Moderni (60, för få varv)
- Gerhard Berger, Benetton-BMW (44, snurrade av)
- Andrea de Cesaris, Minardi-Motori Moderni (43, snurrade av)
- Keke Rosberg, McLaren-TAG (41, elsystem)
- Derek Warwick, Brabham-BMW (41, elsystem)
- Philippe Alliot, Ligier-Renault (39, motor)
- Philippe Streiff, Tyrrell-Renault (28, motor)
- Martin Brundle, Tyrrell-Renault (18, motor)
- Alan Jones, Team Haas (Lola-Ford) (10, snurrade av)
- Huub Rothengatter, Zakspeed (9, transmission)
- Piercarlo Ghinzani, Osella-Alfa Romeo (8, motor)
- Ivan Capelli, AGS-Motori Moderni (6, transmission)

## VM-ställning
| Förarmästerskapet 1. Nigel Mansell, Williams-Honda, 70 2. Nelson Piquet, Williams-Honda, 60 3. Alain Prost, McLaren-TAG, 59 | Konstruktörsmästerskapet 1. Williams-Honda, 130 2. McLaren-TAG, 81 3. Lotus-Renault, 53 |